# Tháp đôi Deutsche Bank
Tháp đôi Deutsche Bank còn được gọi là cao ốc Deutsche Bank (tiếng Đức:Deutsche-Bank-Hochhaus) hay Deutsche Bank I và II, là một tổ hợp hai tòa nhà chọc trời ở khu Westend-Süd của Frankfurt, Đức. Cả hai tòa tháp đều cao 155 m (509 ft) và phục vụ như là trụ sở của Deutsche Bank, ngân hàng lớn nhất ở Đức. Tòa tháp đôi được đôi khi biệt danh là thẻ ghi nợ và tín dụng (tiếng Đức: Soll und Haben), hai khía cạnh của tất cả các giao dịch tài chính.
Deutsche Bank Twin Towers được nổi bật nằm ở ranh giới của các khu vực thành phố Westend-Süd, Bahnhofsviertel và Innenstadt, gần một loạt các công viên (Wallanlagen) và Opernplatz. Khu vực này tạo thành trung tâm thương mại Frankfurts gọi Bankenviertel.